# مارتين مالدونادو
مارتين مالدونادو (بالإنجليزية: Martín Maldonado)‏ هو لاعب كرة قاعدة أمريكي، ولد في 16 أغسطس 1986 في Naguabo, Puerto Rico ‏ في الولايات المتحدة.

## وصلات خارجية
- مارتين مالدونادو على موقع دوري كرة القاعدة الرئيسي (الإنجليزية)
- مارتين مالدونادو على موقعبيزبول رفرنس.كوم (الدوري الرئيسي) (الإنجليزية)
- مارتين مالدونادو على موقعبيزبول رفرنس.كوم (الدوري الثانوي) (الإنجليزية)
- مارتين مالدونادو على موقع إي إس بي إن.كوم (أم.أل.بي) (الإنجليزية)
- مارتين مالدونادو على موقع مشجعي الرسوم البيانية (الإنجليزية)